# Ragoût de pattes

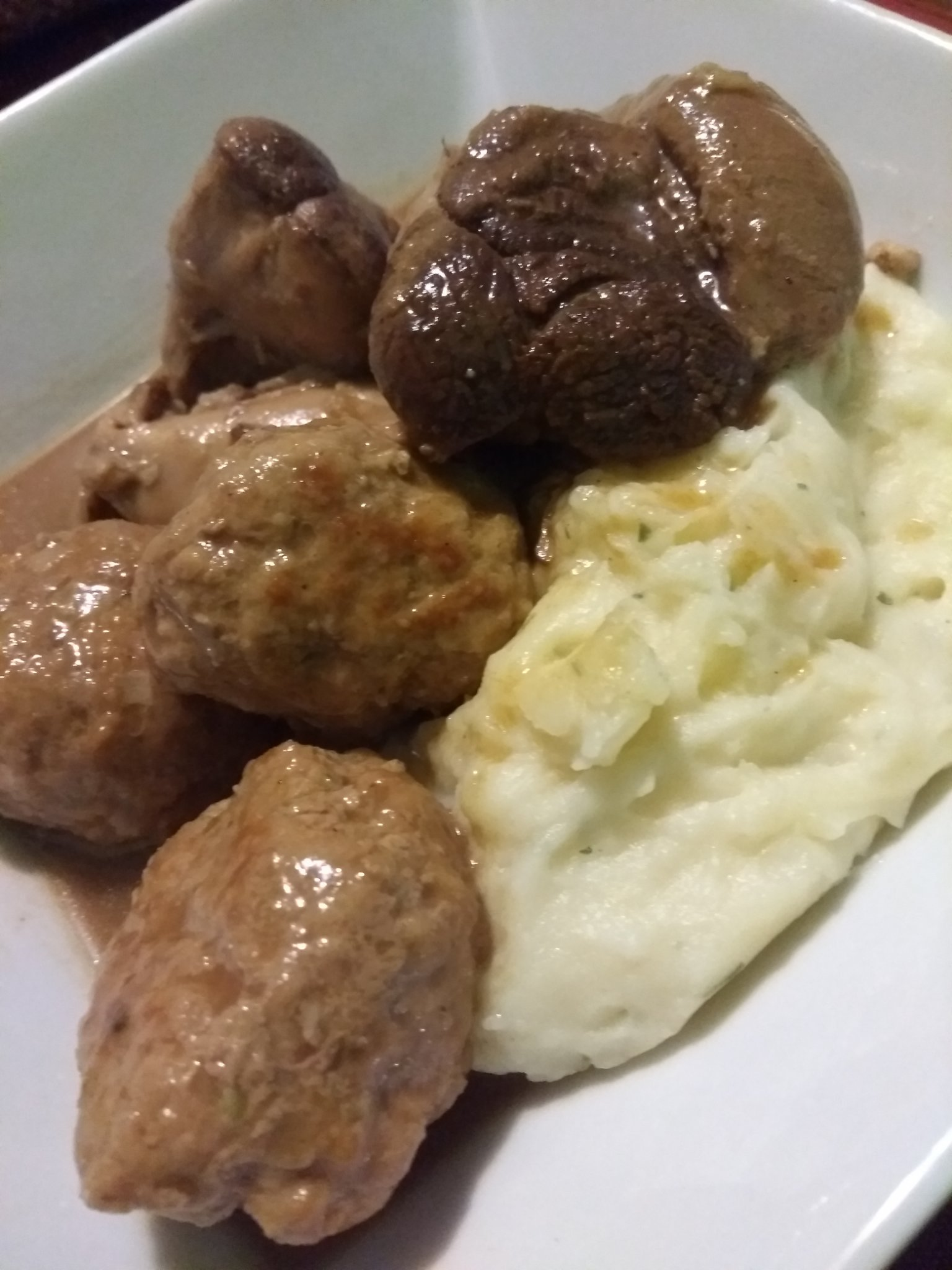
Ragoût de boulettes et pattes de cochon, accompagné de purée de pommes de terre.

Le ragoût de pattes de cochon est un plat principal, composé de jarret de porc dans une sauce aromatisée au clou de girofle et à la farine grillée, appartenant à la cuisine traditionnelle québécoise. Une variante consiste à y ajouter des boulettes de viande de porc. 

## Présentation
Le ragoût de boulettes et de pattes de cochon fait partie de la cuisine du temps des fêtes au Québec,. Les pattes sont d'abord bouillies, puis désossées, avant l'ajout de boulettes. Ce plat est caractérisé par le fait que la sauce est liée à la farine grillée, et aromatisée avec des épices, notamment du girofle et de la cannelle mais parfois aussi du gingembre. Certains auteurs affirment que la recette ne comporte pas de légumes « principalement parce qu’autrefois, on n’avait pas de légumes l’hiver et parce que ça se conserve plus longtemps ainsi » ; d'autres, qu'elle comprend des pommes de terre, voire des oignons et du persil.